# Лижне двоборство на зимових Олімпійських іграх 1936
Змагання з лижного двоборства на зимових Олімпійських іграх 1936 відбулися 12-13 лютого на Великому Олімпійському лижному трампліні в Гарміш-Партенкірхені (Німеччина). Розіграно один комплект нагород.

## Медалісти
| Дисципліна             | Золото                    | Срібло                     | Бронза                    |
| ---------------------- | ------------------------- | -------------------------- | ------------------------- |
| Індивідуальні змагання | Оддб'єрн Гаґен · Норвегія | Олаф Гоффсбакен · Норвегія | Сверре Бродаль · Норвегія |

## Країни-учасниці
У змаганнях з лижного двоборства на Олімпійських іграх у Гарміш-Партенкірхені взяв участь 51 спортсмен з 16 країн:
- Австрія (4)
- Канада (4)
- Чехословаччина (4)
- Фінляндія (4)
- Німеччина (4)
- Велика Британія (1)
- Угорщина (2)
- Італія (2)
- Японія (3)
- Латвія (1)
- Норвегія (4)
- Польща (4)
- Швеція (3)
- Швейцарія (3)
- США (4)
- Югославія (4)